# Episodi di The League (seconda stagione)
La seconda stagione della serie televisiva The League è stata trasmessa in prima visione sul canale statunitense FX dal 16 settembre al 9 dicembre 2010.
In Italia è stata trasmessa in prima visione satellitare sul canale FX dal 24 maggio al 28 giugno 2011.
| nº | Titolo originale      | Titolo italiano                  | Prima TV USA      | Prima TV Italia |
| -- | --------------------- | -------------------------------- | ----------------- | --------------- |
| 1  | Vegas Draft           | Draft a Las Vegas                | 16 settembre 2010 | 24 maggio 2011  |
| 2  | Bro-Lo El Cuñado      | Festa per single                 | 23 settembre 2010 | 24 maggio 2011  |
| 3  | The White Knuckler    | Qualità nascoste                 | 30 settembre 2010 | 31 maggio 2011  |
| 4  | The Kluneberg         | Lo strano uccello                | 7 ottobre 2010    | 31 maggio 2011  |
| 5  | The Marathon          | La maratona                      | 14 ottobre 2010   | 7 giugno 2011   |
| 6  | The Anniversary Party | L'anniversario                   | 21 ottobre 2010   | 7 giugno 2011   |
| 7  | Ghost Monkey          | La scimmia fantasma              | 28 ottobre 2010   | 14 giugno 2011  |
| 8  | The Tie               | Il pareggio                      | 4 novembre 2010   | 14 giugno 2011  |
| 9  | The Expert Witness    | Il testimone competente          | 11 novembre 2010  | 21 giugno 2011  |
| 10 | High School Reunion   | La festa del liceo               | 18 novembre 2010  | 21 giugno 2011  |
| 11 | Ramona Neopolitano    | Ramona Neopolitano               | 2 dicembre 2010   | 28 giugno 2011  |
| 12 | Kegel the Elf         | Il miracolo delle uova di Natale | 9 dicembre 2010   | 28 giugno 2011  |
| 13 | The Sacko Bowl        | Shiva e Sacko                    | 9 dicembre 2010   | 28 giugno 2011  |